# فوچه‌کیو
فوچه‌کیو (به ایتالیایی: Fucecchio) یک کومونه در ایتالیا است که در استان فلورانس واقع شده‌است.

## خصوصیات
فوچه‌کیو ۶۵ کیلومترمربع مساحت و ۲۲٬۲۹۷ نفر جمعیت دارد و ۲۵ متر بالاتر از سطح دریا واقع شده‌است.